# Йеловица
Йело̀вица (на сръбски: Јеловица) е село в община Пирот, Пиротски окръг, Сърбия. През 2011 г. населението му е 113 души, докато през 1991 е било 182 души.

## География
Селото е разположено в планински район, в южните склонове на Стара планина, в долината на Йеловичка река. Северозападната граница на землището на Йеловица съвпада със сръбско-българската граница по билото на Стара планина.

## История
В регистър на войнушките бащини от 1606 година се споменават три бащини от Иеловиче, каза Шехиркьой, – на Петко Стойкин, на Зайе Станил и на Димитре Милкин.
По Берлинския договор от 1878 година селото е включено в пределите на Сърбия. Според сръбския автор Мита Ракич през 1879 година Йеловица има 31 къщи и 240 жители (118 мъже и 122 жени). Нито един не е грамотен.
През 1915 – 1918 и 1941 – 1944 година е в границите на военновременна България. През 1916 година, по време на българското управление на Моравско, Еловица е включена в Бърлошка община в Пиротска селска околия и има 340 жители.

## Население
- 1948 – 454 жители.
- 1953 – 450 жители.
- 1961 – 571 жители.
- 1971 – 399 жители.
- 1981 – 250 жители.
- 1991 – 182 жители.
- 2002 – 113 жители.

Според преброяването от 2002 година 109 от жителите на селото са сърби, двама са роми, един е българин, а за един няма данни.